# Пироги (Дубровенский район)
Пироги (бел. Пірагі́) — деревня в Дубровенском районе Витебской области Республики Беларусь. Административный центр Пироговского сельсовета.

## География
Деревня расположена в 7 км напрямую на северо-запад от города Дубровно, 85 км от Витебска, железнодорожной станции Хлюстино.
Ближайшие населённые пункты Чижовка, Якубово и др.

### Гидрография
Река Чижовка-2.

## История
В 1910 году в Ново-Тухинской волости Оршанского уезда Могилёвской губернии.

## Население

### Численность
- 2019 год — 109 жителей

### Динамика
- 1910 год — 43 дворов,150 муж., 159 жен.[4]
- 1999 год — 181 жителей (перепись населения)
- 2000 год — 157 жителей, 68 дворов[3].
- 2009 год — 133 человек (перепись населения)[4]
- 2019 год — 109 жителей (перепись населения)

## Достопримечательность

### Памятник, скульптура
- Памятник землякам, погибшим в Великой Отечественной войне[3].
- Памятник В. А. Хомченовскому.

## Известные лица
- Хомченовский, Владимир Антонович — Герой Советского Союза.